# Birger Møller Jensen
Birger Møller Jensen er en dansk filmklipper.

## Filmografi
- Finale (2018)
- Min søsters børn og guldgraverne (2015)
- Et gensyn (2014)
- Bonne année (2014)
- Sorg og glæde (2013)
- Dronning for en dag (2013)
- Min søsters børn alene hjemme (2012)
- Hvem brænder børnene i helvede? (2011)
- Karla og Katrine (2009)
- Kærestesorger (2009)
- Migranterne (2009)
- Monsterjægerne (2009)
- Tempelriddernes skat III - Mysteriet om slangekronen (2008)
- Begravelsen (2008)
- Karlas kabale (2007)
- Nynne (2006)
- Inkasso (2004)
- Til højre ved den gule hund (2003)
- At kende sandheden (2002)
- De vilde unge - Hvad siger de unge? (2002)
- De vilde unge - Hvad siger familien? (2002)
- De vilde unge - Hvad siger behandlerne? (2002)
- Flash of a dream (2002)
- Rod i familien - del 2 (2001)
- Anden juledag (2000)
- Rod i familien (2000)
- Bag om fremviseren (1999)
- Drengen der ville være bjørn (1999)
- Cecilies verden (1998)
- Kys, kærlighed og kroner (1998)
- Dan (1997)
- Davids bog (1997)
- Man brænder da ikke præster (1997)
- Barbara (1997)
- Ølaben (1996)
- Energi som leg (1996)
- Babylon i Brøndby (1996)
- Operation Cobra (1995)
- Carlo & Ester (1994)
- Den usynlige kunst (1994)
- Hvordan vi fik vores naboer (1993)
- Karlsvognen (1992)
- Kærlighedens smerte (1992)
- Sneblind (1990)
- Lad isbjørnene danse (1990)
- Sirup (1990)
- Tekno Love (1989)
- Århus by Night (1989)
- Hjemme er - længere væk (1987)
- Flamberede hjerter (1986)
- Mellem grænser (1986)
- Franciska Clausen (1985)
- Skønheden og udyret (1983)
- Dansk Naturgas (1981)